# آیسارا
آیسارا لوکانیا (قرن ۳ یا ۴ قبل از میلاد) یک فیلسوف مؤنث فیثاغورسی بود که کتاب دربارهٔ طبیعت بشر را نوشته‌است، که بخشی از آن توسط استوبائوس حفظ شده‌است.

## زندگی
آیسارا به خاطر فقط یک صفحه از اثری فلسفی‌اش با عنوان "دربارهٔ طبیعت بشر " که توسط استوبائوس حفظ شده‌است، شناخته می‌شود. لوکانیا، جایی که از آنجا می‌آمد، منطقه باستانی در جنوب ایتالیا و بخشی از مگنا گراسیا بود که در آن بسیاری از جوامع فیثاغورسی وجود داشتند. آیسارا در بین پیتاگورائیان (فیثاغورسیان) است که پس از اخراج آنها از کروتونا در قرن ۵ قبل از میلاد پراکنده شدند. حدس زده می‌شود که اسم آیسارا از اسم آرسا ریشه می‌گیرد که نام دختر فیثاغورث بود. یامبلیخوس نیز در آثار خود به آیسارا اشاره کرده‌است.